# Ulica gen. Józefa Bema w Raciborzu
Ulica gen. Józefa Bema (daw. niem. Augustastraße) – raciborska ulica w dzielnicy Nowe Zagrody. Rozpoczyna się od skrzyżowania z ulicami Staszica i Sienkiewicza, a kończy na skrzyżowaniu z ulicami Waryńskiego i Eichendorffa. Swoją nazwę wzięła od generała Józefa Bema. Przy ulicy znajduje się kilka kamienic i domów mieszkalnych, budynek po dawnym szpitalu miejskim, park im. Miasta Roth, Przedszkole nr 12.

## Przebieg i ruch uliczny
Ulica rozciąga się od skrzyżowania z ulicami Sienkiewicza i Staszica, natomiast kończy skrzyżowaniem z ulicami Waryńskiego i Eichendorffa. Długość ulicy to około 532 metry. Przez ulicę nie przebiegają żadne trasy autobusowe, a na całej jej długości obowiązuje normalny ruch uliczny. Ulica od skrzyżowania z ulicami Waryńskiego i Eichendorffa do Przedszkola nr 12 wyłożona jest betonowymi kostkami, natomiast w dalszej części do skrzyżowania z ulicami Sienkiewicza i Staszica – asfaltem. Przez całą ulicę po obu stronach znajdują się chodniki wyłożone płytami betonowymi.
Przy skrzyżowaniu z ulicą Staszica mieszczą się po obu stronach eklektyczne kamienice narożne. Po zachodniej stronie za kamienicą mieści się budynek po dawnym szpitalu miejskim, a za nim wzdłuż ulicy, niemal do skrzyżowania z ulicami Eichendorffa i Waryńskiego park im. Miasta Roth. Po stronie wschodniej za kamienicą narożną znajduje się podwórze ograniczone od strony południowej blokiem mieszkalnym ciągnącym się wzdłuż ulicy Rostka. Za skrzyżowaniem z ulicą Rostka stoi budynek Przedszkola nr 12. Dalej na południe mieszczą się dwie wille w stylu modernistycznym oraz ogródki działkowe. W południowej części do ulicy po stronie wschodniej przylega teren dawnego basenu miejskiego, na którym powstaje obecnie osiedle mieszkaniowe.

## Obiekty

### Dawny szpital miejski

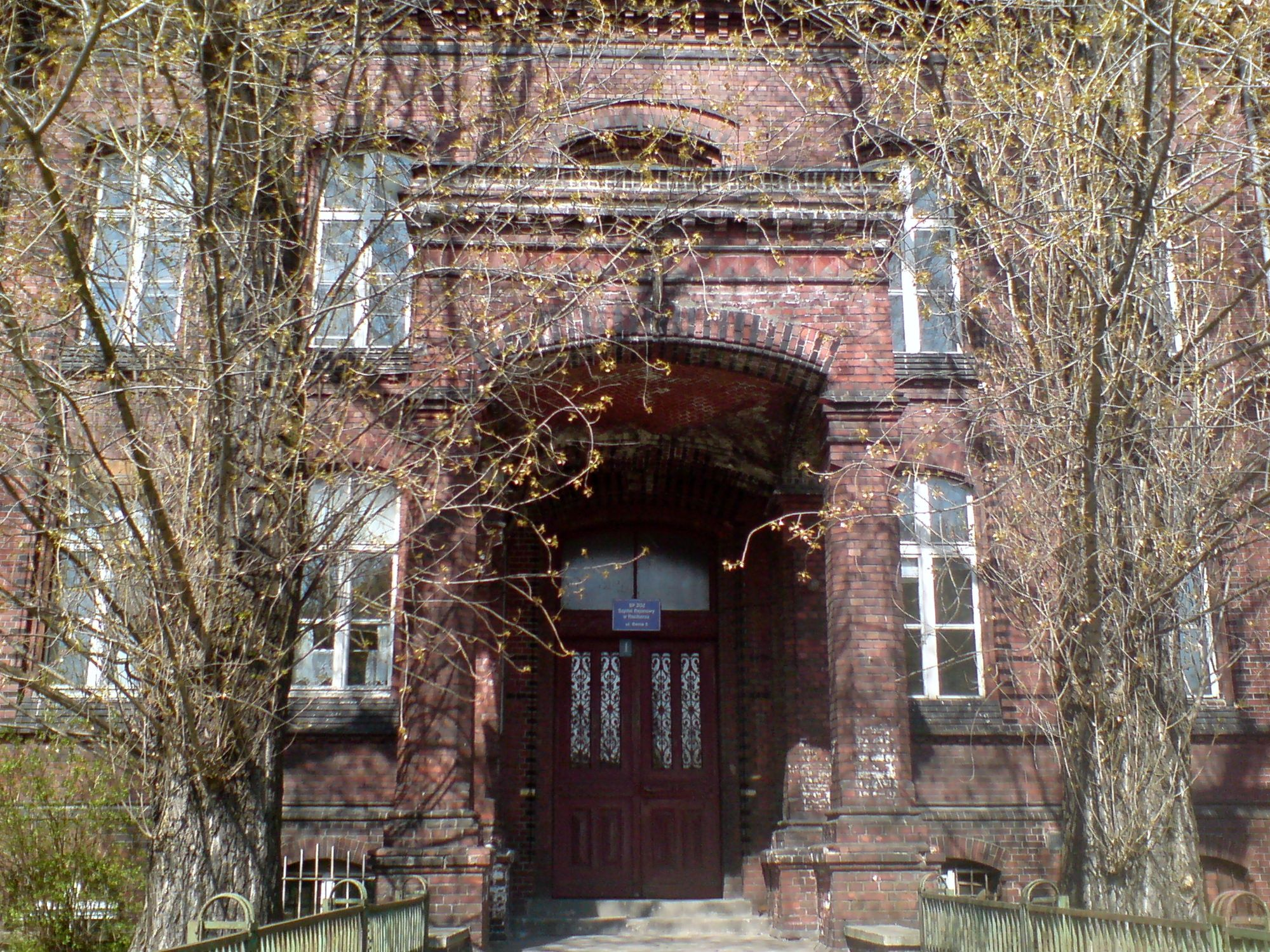
Wejście do dawnego szpitala miejskiego przy ul. Bema 5

Dawny szpital miejski znajduje się przy ul. Bema 5. Składa się z czterech części. Wybudowany został w stylu neogotyckim. Część centralna budowli wzniesiona została w latach 1895–97 w stylu neogotyckim. Skrzydło południowe jak i północne zostało dobudowane w 1902 roku, natomiast w latach 1908–10 wybudowano skrzydło sąsiadujące z dzisiejszym parkiem im. Miasta Roth, dawniej cmentarzem katolicko-ewangelickim. Kompleks zbudowany jest z głównego korpusu powstałego na planie prostokąta, który połączony jest ze skrzydłami usytuowanymi w stosunku do niego prostopadle. Pawilon wybudowany na nieregularnym planie usytuowany jest jako przedłużenie skrzydła południowego. Budowla posiada trzy piętra i wybudowana jest z czerwonej cegły. Zachowały się proste elementy dekoracyjne, a w części centralnej możemy zobaczyć ryzality zakończone trójkątnymi szczytami. W szpitalu znajduje się kaplica z interesującymi witrażami w oknach, które przedstawiają św. Weronikę, św. Filomenę, św. Jana Nepomucena i Franciszka Salezego. Przy wejściu do szpitala, od strony ul. Bema rosną posadzone tam w XIX wieku magnolie pośrednie. 28 września 2010 roku obiekt został odsprzedany prywatnym inwestorom, którzy mają wykorzystać go na cele komercyjne.

### Dawny basen miejski
Basen miejski przy ul. Bema był otwartym kąpieliskiem miejskim, oddanym do użytku w 1925 roku, a użytkowanym aż do powodzi w 1997 roku. Kąpielisko miejskie posiadało dwa otwarte baseny, odrębny dla mężczyzn i kobiet. Powierzchnia każdego z nich wynosiła 1800 m², a głębokość wynosiła 0,8 do 2,5 metra. W niektórych miejscach, tam gdzie wybudowano wielopoziomowe trampoliny i skocznie głębokość sięgała 3 metrów. Kąpielisko miejskie było wykorzystywane podczas I Olimpiady Górnośląskiej, która odbyła się we wrześniu 1925 roku. Na basenach zostało rozegranych szereg konkurencji pływackich. Po powodzi obiekt niszczał i choć pojawiały się pomysły, aby go odbudować, ostatecznie na terenie po dawnym basenie powstało osiedle mieszkaniowe.

### Budynki mieszkalne

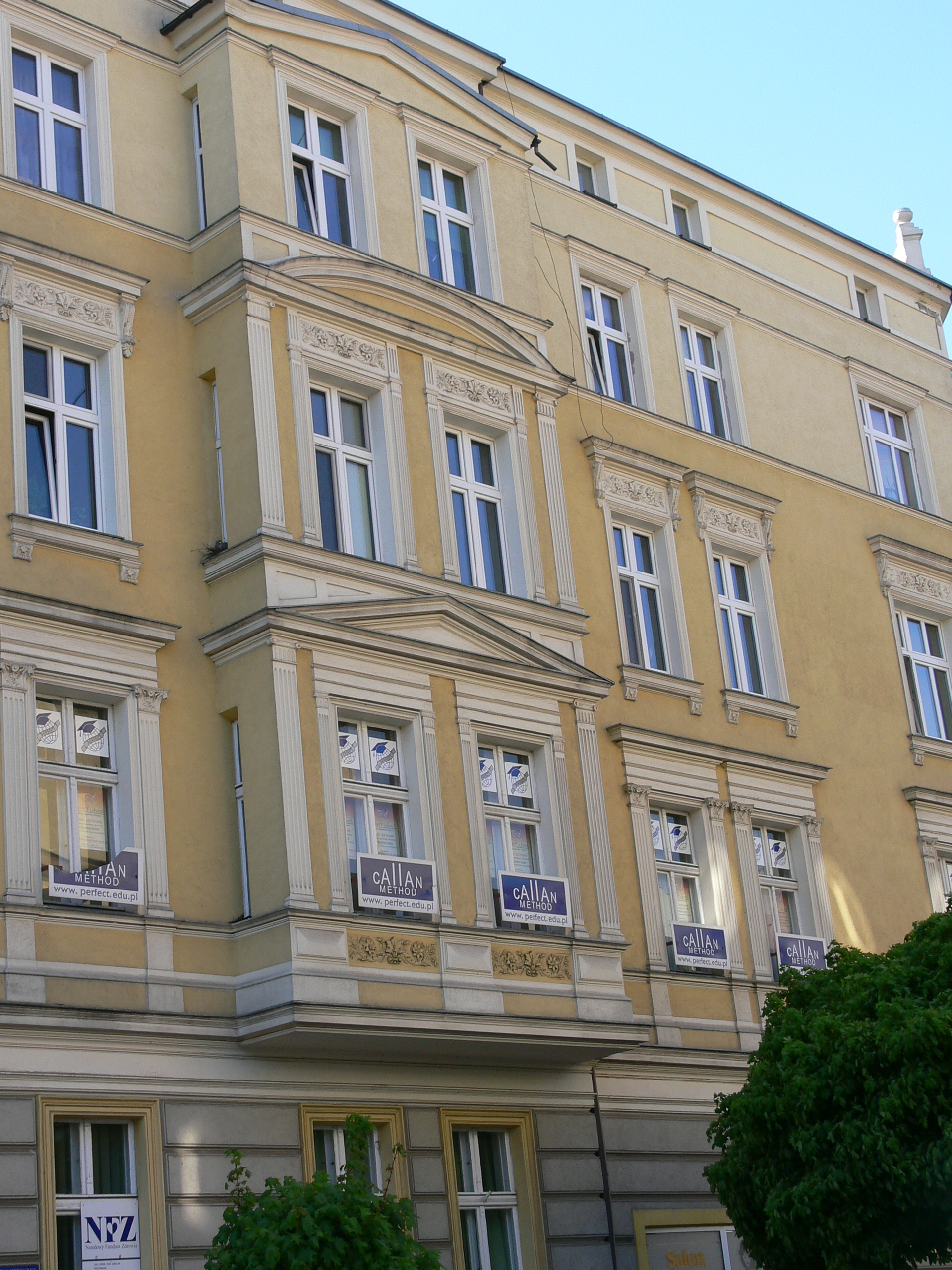
Wykusz w kamienicy przy ul. Bema 1

Kamienica przy ul. Bema 1 – wybudowana została w 1913 roku w stylu eklektycznym z elementami neorenesansu na planie wieloboku ze ściętym narożnikiem. Jest to kamienica narożna, mieszkalno-handlowa. Posiada cztery kondygnacje z zachowanym detalem architektonicznym. Elewację wyróżniają wykusze: dwuosiowy w części wejściowej oraz w narożu. Otwory okienne znajdujące się w wykuszach przyjęły formę edykuł – sterczyn w attykach renesansowych.
Kamienica przy ul. Staszica 17 (róg Bema) – eklektyczna budowla narożna z końca XIX wieku, w której na parterze w przeszłości znajdowała się restauracja. Obecnie budynek jest użytkowany z przeznaczeniem handlowo-mieszkaniowym. Posiada symetryczną elewację, a okna i otwory drzwiowe na parterze zamknięte są półkolistym, profilowanym łukiem. Elewacja frontowa kamienicy posiada dwa balkony, które zawierają żeliwne i ażurowe balustrady o cechach secesyjnych.
Willa bliźniacza przy ul. Bema 10/12 – wybudowana w stylu modernistycznym, pięciokondygnacyjna, gdzie każde z pięter jest pięcioosiowe, dach czterospadowy i wysoki.
Willa przy ul. Bema 14 – wybudowana w latach 30. XX wieku w stylu modernistycznym, posiada dwie kondygnacje oraz dach naczółkowy.

## Przyroda
Przy wejściu do budynku dawnego szpitala rosną posadzone tam w XIX wieku magnolie pośrednie. Na terenie ogrodu szpitalnego znajduje się uznany za pomnik przyrody szpaler ośmiu drzew – są to drzewa z gatunku platan klonolistny o obwodach pni 425 cm, 389 cm, 421 cm, 450 cm, 410 cm, 485 cm, 385 cm i 385 cm, których szacunkowy wiek wynosi ok. 190–200 lat. Rosną one na terenie działki nr 2917/180. Cztery inne pomniki przyrody znajdują się również w przylegającym do ulicy parku im. Miasta Roth – najbliżej ul. Bema, w pobliżu stawu rośnie około 80–90-letni okaz cypryśnika błotnego o obwodzie pnia wynoszącym 220 cm.

## Turystyka
Przez ul. Bema przebiega czerwony szlak im. Husarii Polskiej, prowadzący z Będzina do Krzanowic. Wartymi obejrzenia na ul. Bema z punktu widzenia turysty są: zbudowany w stylu neogotyckim gmach dawnego szpitala miejskiego z końca XIX wieku, eklektyczne kamienice na skrzyżowaniu z ul. Staszica oraz park im. Miasta Roth ze stawem, pomnikami przyrody oraz pozostałościami po dawnym cmentarzu i pomniku poległych w czasie I wojny światowej. Na przyległych do ul. Bema ulicach Staszica, Sienkiewicza i Waryńskiego również mieszczą się eklektyczne oraz modernistyczne kamienice, w pobliżu znajduje się także zabytkowy budynek raciborskiego Zakładu Karnego.

## Obiekty użyteczności publicznej

### Przedszkole nr 12
Przedszkole nr 12 znajduje się przy ul. Bema 6 i jest przedszkolem publicznym prowadzonym przez Urząd Miasta Racibórz, a nadzorowanym przez Kuratorium oświaty w Katowicach. Przedszkole posiada trzy oddziały i przebywają w nim dzieci w wieku od 3 do 6 lat. Przedszkole znajduje się w dawnej willi miejskiego radcy medycznego, doktora Waldemara Orzechowskiego. Budynek powstał na planie kwadratu, z czterospadowym dachem, który posiada cechy modernistyczne. W podwórku znajduje się wysunięty półkolisty ryzalit z tarasem na pierwszym piętrze. W środku zachowały suę dwa witraże okienne: pierwszy z motywem muzycznym (lirą), natomiast drugi z motywem medycznym (wąż Eskulapa).

### Park im. Miasta Roth
Park im. Miasta Roth (zwany także parkiem łabędziowym, niem. Eichendorffpark) został zaprojektowany w 1920 roku przez Sußmanna. Na terenie parku znajduje się staw o powierzchni około 10 000 m², na którym znajduje się zadrzewiona wysepka. Park ma rozbudowaną sieć ścieżek spacerowych oraz ogrodzony plac zabaw dla dzieci, nie ma jednak oświetlenia. Staw zasilany jest ze sztucznego strumienia, a także fontanny, o trzech dyszach, z których woda tryska pod ciśnieniem na wysokość 12 metrów. Przy stawie znajduje się również zabytkowy, odremontowany budynek szaletu, którego dach stanowi taras widokowy. Na zachód od stawu znajdują się pozostałości po pomniku ku czci poległych w czasie I wojny światowej z 1926 roku, a mianowicie boczne balustrady z ławkami.

## Plan
|  | Mapa ul. Bema |  |  |  |
|  |               |  |  |  |